# Liste der Naturwaldreservate in Schleswig-Holstein
Die Liste der Naturwaldreservate in Schleswig-Holstein enthält 16 (Stand März 2017) Naturwaldreservate in Schleswig-Holstein.

## Aktuelle Naturwaldreservate
Die Liste enthält die amtlichen Bezeichnungen für Namen, Kennung, Naturraum, Größe und das Jahr der Ausweisung. Die geographischen Lage ist gemittelt und die Angabe des Kreises / Stadt bezieht sich auf diese Angabe. Die Gebiete können sich jedoch auch über mehrere Kreise erstrecken.
Seit etwa 40 Jahren (verstärkt seit dem Naturschutzjahr 1970) werden in ganz Deutschland Naturwaldreservate ausgewiesen, um eine Palette an Totalreservaten zu erhalten. Naturwaldreservate sind Wälder, die sich in einem weitgehend naturnahen Zustand befinden. Die natürliche Waldentwicklung läuft hier ungestört ab. Im Lauf der Zeit entstehen dort Urwälder mit starken Bäumen und viel Totholz. In Schleswig-Holstein gibt es derzeit 16 solche Naturwaldreservate mit 516 ha Fläche.
| Name des Gebietes       | Bild | Kennung | Naturraum                          | Kreis / Stadt             | Beschreibung / Bemerkungen | Standort | Fläche in Hektar | Jahr der Verordnung |
| ----------------------- | ---- | ------- | ---------------------------------- | ------------------------- | -------------------------- | -------- | ---------------- | ------------------- |
| Buchholz                |      | 01-016  | Schleswig-Holsteinische Geest      | Kreis Segeberg            |                            | Position | 9,7              | 2008                |
| Butterberg              |      | 01-020  | Schleswig-Holsteinisches Hügelland | Kreis Ostholstein         |                            | Position | 24,8             | 2008                |
| Friedeholz              |      | 01-034  | Schleswig-Holsteinisches Hügelland | Kreis Schleswig-Flensburg |                            | Position | 70,4             | 2008                |
| Hahnheide               |      | 01-002  | Schleswig-Holsteinisches Hügelland | Kreis Stormarn            |                            | Position | 26,4             | 2008                |
| Hohenfelde              |      | 01-001  | Schleswig-Holsteinisches Hügelland | Kreis Stormarn            |                            | Position | 25,7             | 2008                |
| Kannenbruch             |      | 01-088  | Schleswig-Holsteinisches Hügelland | Lübeck                    |                            | Position | 25,0             | 1995                |
| Kellenhusen             |      | 01-017  | Schleswig-Holsteinisches Hügelland | Kreis Ostholstein         |                            | Position | 13,2             | 2008                |
| Luhnstedt               |      | 01-022  | Schleswig-Holsteinische Geest      | Rendsburg-Eckernförde     |                            | Position | 46,5             | 2008                |
| Rehberg                 |      | 01-032  | Schleswig-Holsteinisches Hügelland | Kreis Schleswig-Flensburg |                            | Position | 20,8             | 2008                |
| Scharbeutzer Heide      |      | 01-004  | Schleswig-Holsteinisches Hügelland | Kreis Ostholstein         |                            | Position | 20,9             | 2008                |
| Schierenwald            |      | 01-009  | Schleswig-Holsteinische Geest      | Kreis Steinburg           |                            | Position | 22,2             | 2008                |
| Söhrener Wohld          |      | 01-026  | Schleswig-Holsteinisches Hügelland | Kreis Segeberg            |                            | Position | 18,4             | 2008                |
| Wahlsdorfer Holz        |      | 01-011  | Schleswig-Holsteinisches Hügelland | Kreis Ostholstein         |                            | Position | 23,9             | 2008                |
| Wesloer Tannen          |      | 01-089  | Schleswig-Holsteinisches Hügelland | Lübeck                    |                            | Position | 58,0             |                     |
| Westerholz              |      | 01-023  | Schleswig-Holsteinische Geest      | Rendsburg-Eckernförde     |                            | Position | 48,2             | 2008                |
| Wester-Treia (Ohrstedt) |      | 01-028  | Schleswig-Holsteinische Geest      | Kreis Nordfriesland       |                            | Position | 61,7             | 2008                |

## Ehemalige Naturwaldreservate
Darüber hinaus gab es weitere Naturwaldreservate wie das Wulfsfelder Moor (Kennung 1.08). Der Wald, in dessen Randbereichen Reste einer ehemaligen Niederwaldnutzung erhalten waren, wurde 1987 als Naturwaldzelle ausgewiesen. 2018 war es in der Liste der Naturwaldreservate nicht mehr enthalten.